# Josep Sabadell i Giol
Josep Sabadell i Giol (vila de Gràcia, 1856 - desembre de 1914) fou un polític i empresari català.

## Biografia
Era un important constructor, fou el promotor del parc d'atraccions i del casino de carretera de la Rabassada (1909), on hi tenia un terreny limítrof, i que fou inaugurat el 1911. També va promoure el projecte de tramvia del carrer de Casp a Can Gomis.
President de la Confederació Patronal Catalana i vocal de la Unió Gremial de Barcelona, el 1908 fou nomenat president del Centre de Contractistes i Mestres d'Obres de Barcelona, també fou concessionari del ferrocarril elèctric de Barcelona a Manresa i d'un funicular a Montserrat el 1908. També fou membre de l'Associació Catalanista d'Excursions Científiques.
Políticament, va ser alcalde de la vila Gràcia en 1892, i quan aquesta fou incorporada a Barcelona, fou regidor del districte 8 en 1897 pel Partit Liberal Conservador. El 1913 l'empresa explotadora del casino va fer fallida i Josep Sabadell va morir en una epidèmia de tifus el desembre de 1914.